# Návesní rybník (Kostelní Lhota)
Návesní rybník je rybník o rozloze vodní plochy asi 0,5 ha, zhruba obdélníkovitého tvaru o rozměrech asi 50 x 60 m nalézající se na návsi vesnice Kostelní Lhota v okrese Nymburk. 
Je využíván pro chov ryb.

## Galerie

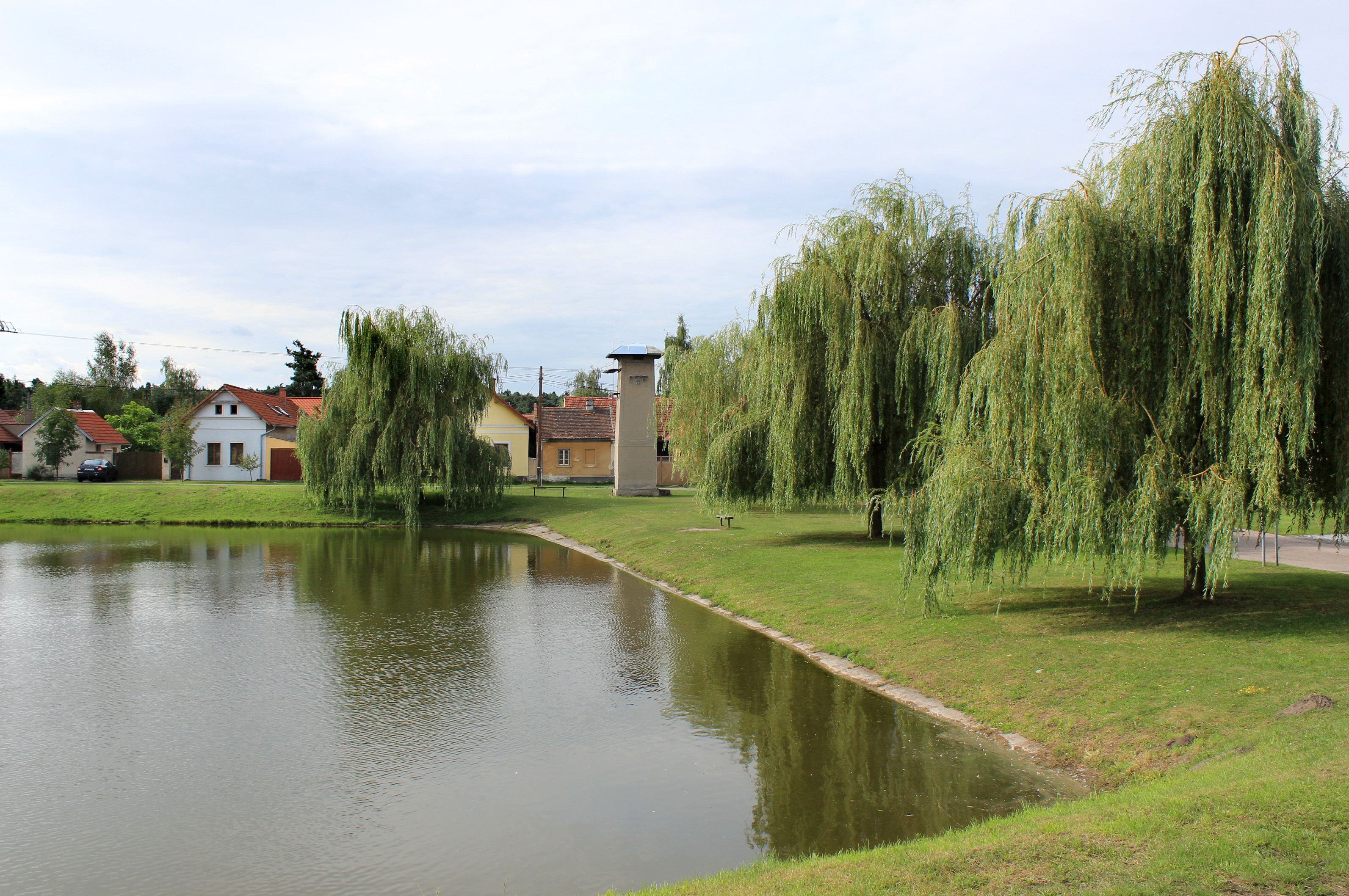
Návesní rybník v Kostelní Lhotě
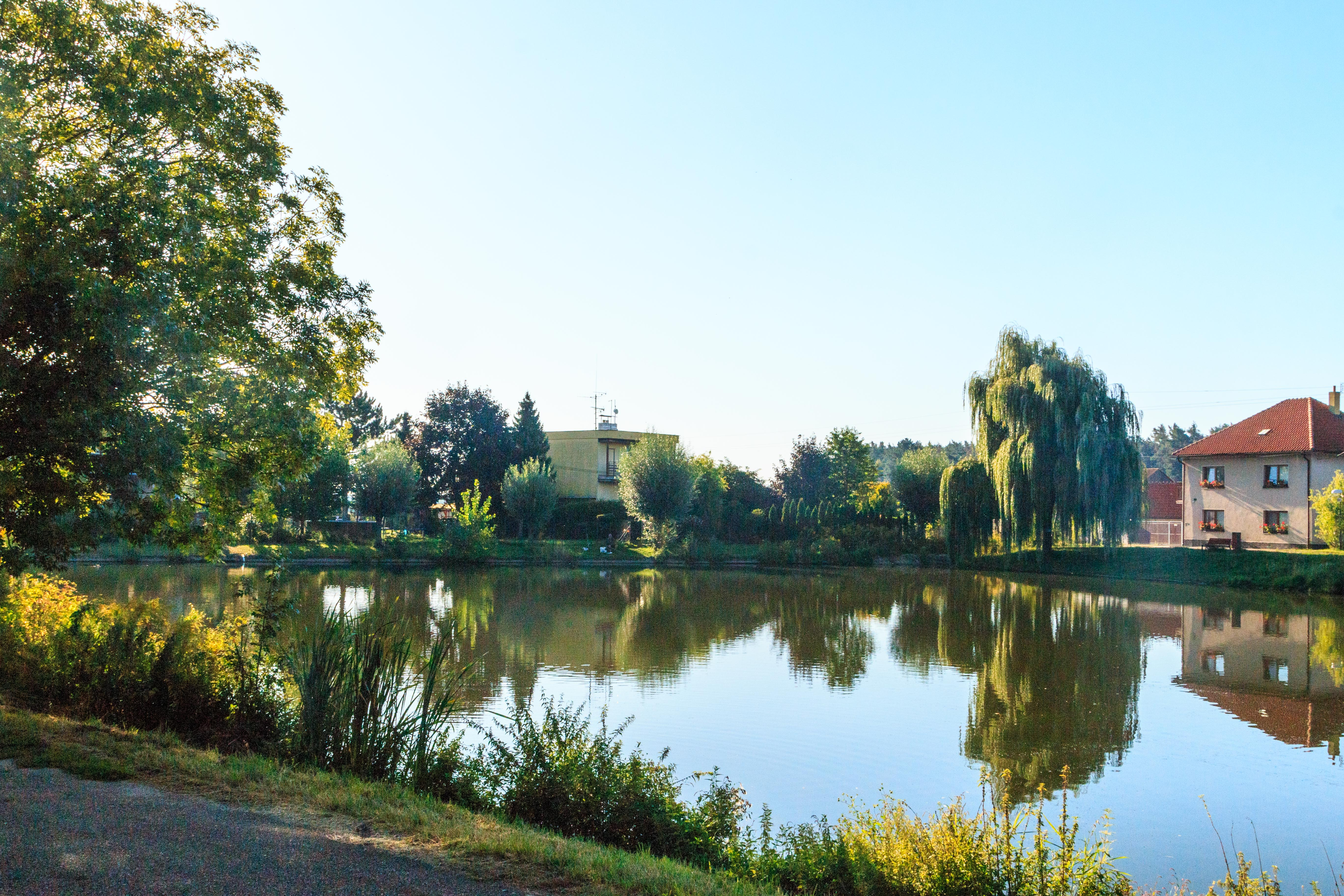
Návesní rybník v Kostelní Lhotě